# قلبي لك
قلبي لك (بالإسبانية: Mi corazón es tuyo)‏ هو تيلينوفيلا المكسيكية بثت من 2014 إلى 2015.

## معرض صور

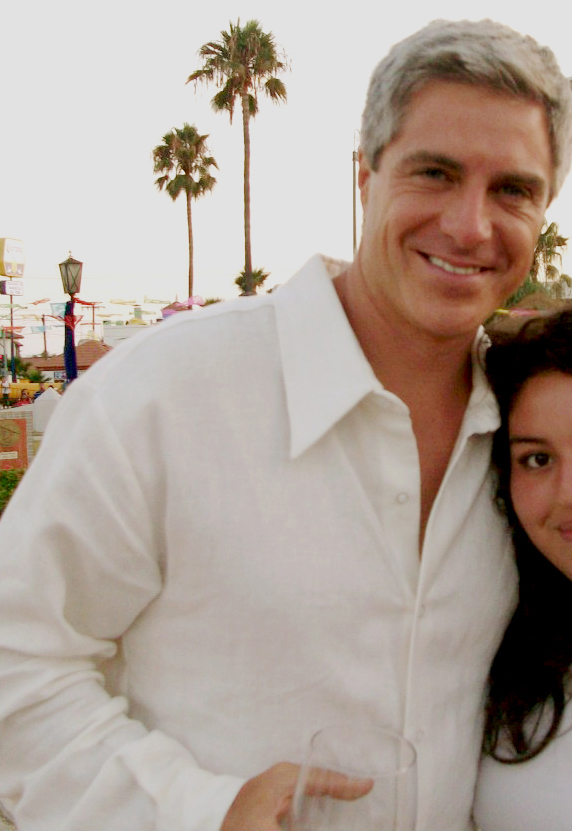
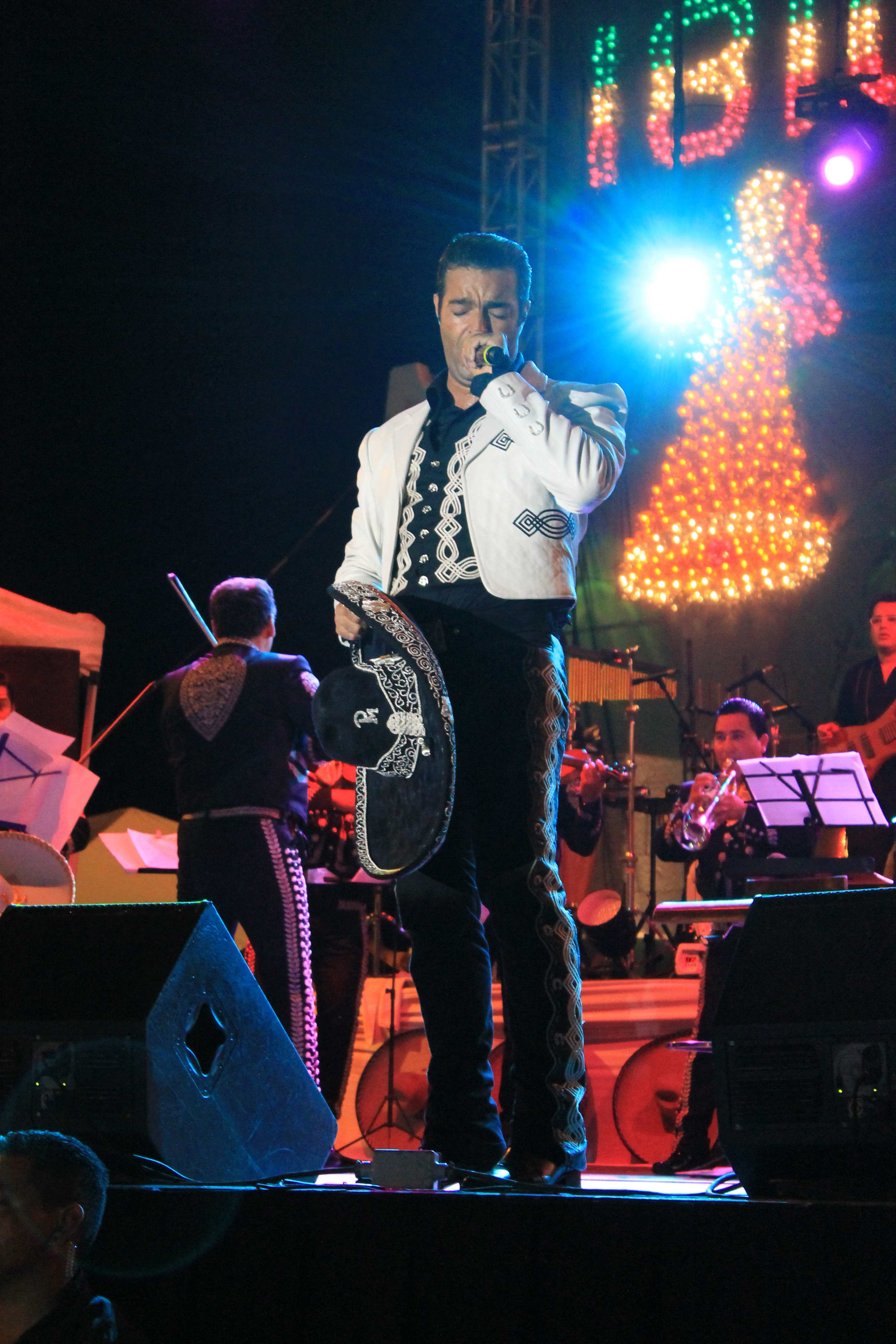
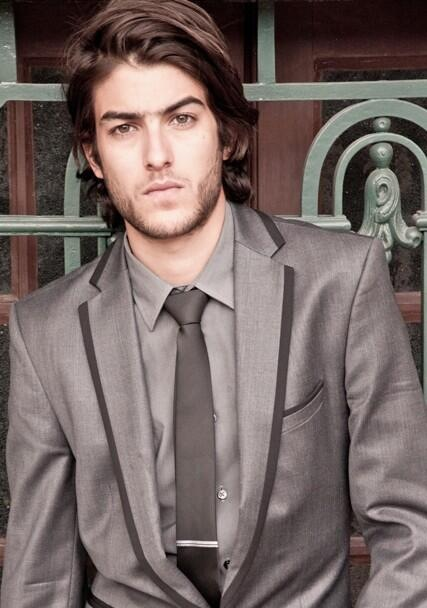

## روابط خارجية
- قلبي لك على موقع IMDb (الإنجليزية)
- قلبي لك على موقع كينوبويسك (الروسية)
- قلبي لك على موقع قاعدة بيانات الفيلم (الإنجليزية)